# Muhammad Hasan ʿUsayran

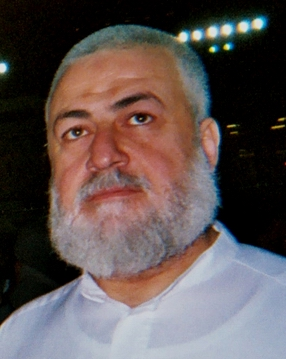
Mohamad Hassan Osseiran

Scheich Mohamad Hassan Osseiran (arabisch محمد حسن عسيران, DMG Muḥammad Ḥasan ʿUsayrān)  ist ein schiitischer Geistlicher. Er ist der dschafaritische Mufti von Sidon und Zahrani im Südlibanon.
Er war einer der 138 Unterzeichner des offenen Briefes Ein gemeinsames Wort zwischen Uns und Euch (engl. A Common Word Between Us & You), den Persönlichkeiten des Islam an „Führer christlicher Kirchen überall“ (engl. „Leaders of Christian Churches, everywhere …“) sandten (13. Oktober 2007).